# Ямал-200
Ямал-200 — серия из двух спутников, созданных РКК «Энергия» по заказу ОАО «Газком» (с 2008 года — «Газпром космические системы»). Спутники были выведены на геостационарные орбиты с точкой стояния 90 и 49 градусов восточной долготы одной ракетой-носителем «Протон» 24 ноября 2003 года.
Спутники «Ямал-200» расширили систему спутниковой связи «Ямал», в составе которой на момент их запуска функционировал спутник «Ямал-100» (9 августа 2010 года после выработки технического ресурса выведен из эксплуатации).
Спутник «Ямал-201», оснащённый 9-ю транспондерами C- и 6-ю Ku-диапазонов, был установлен, как и «Ямал-100», в орбитальную позицию 90° в. д. Использовался в основном для развития и резервирования сетей клиентов, работающих через спутник «Ямал-100». В 2014 году спутник был выведен из эксплуатации, все работающие на нем спутниковые сети переведены на Ямал-300К, а впоследствии на Ямал-401.
Второй спутник, «Ямал-202», оснащенный 18-ю транспондерами С-диапазона, был выведен в орбитальную позицию 49° в. д. После 16 лет работы в этой позиции в 2019 году спутник переведен в новую орбитальную позицию 163,5°в. д.
Спутники «Ямал-200» были созданы в рамках Федеральной космической программы России.